# Siège de la Société de crédit mutuel de Saint-Pétersbourg
 (novembre 2024).
Le siège de la Société de crédit mutuel de Saint-Pétersbourg est un monument historique et culturel d'importance fédérale, un bâtiment bancaire construit en 1888-1890. Il est situé dans le District central, au 13 canal Griboïedov. Depuis 2009, il abrite une succursale de la banque Rosbank.

## Histoire

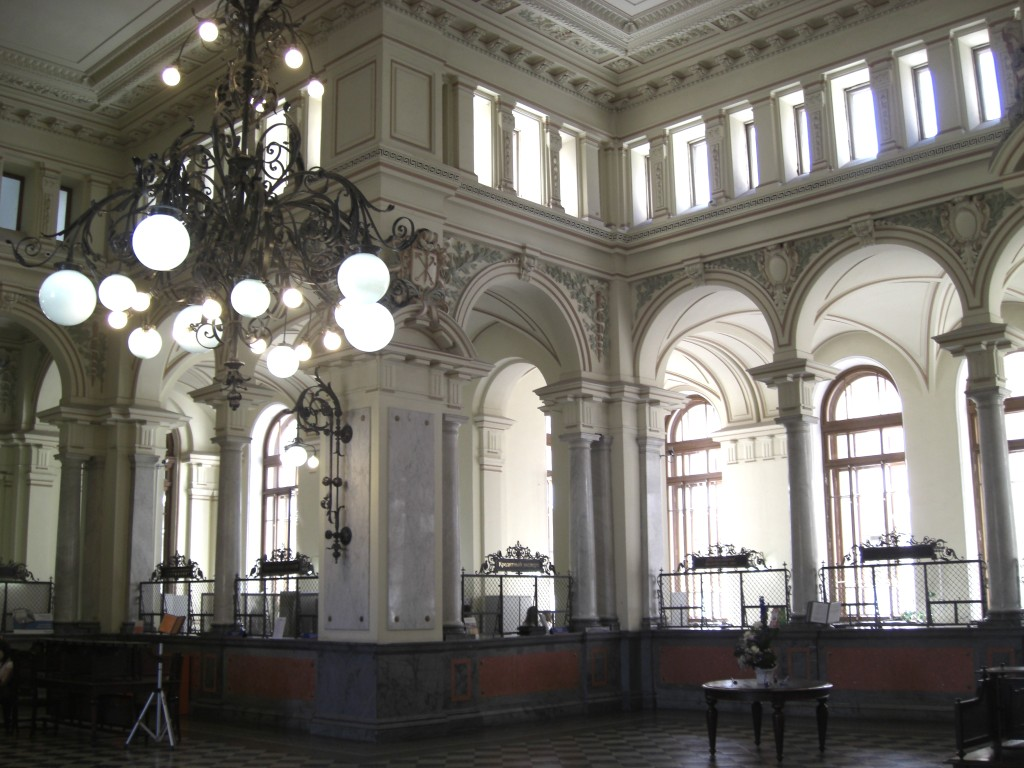
Salle des opérations

Le terrain pour la construction du bâtiment a été acheté en 1887 au marchand F. Chopin pour 205 000 roubles. La pose de la première pierre du bâtiment a eu lieu le 15 août 1888 en présence du ministre des Finances Ivan Vichnegradski.
L'inauguration officielle du bâtiment eut lieu le 9 septembre 1890, mais la décoration intérieure se poursuivit jusqu'en 1900. 
En 1917, la Société de Crédit Mutuel cesse d'exister. Le bâtiment abrite des ateliers d'artistes et diverses agences gouvernementales. Depuis 1945, il abritait le bureau régional de la Banque d'État de l'URSS. 
En 1990, le bâtiment, en ruine, abritait une banque agro-industrielle commerciale de Saint-Pétersbourg, rebaptisée Petroagroprombank en 1993. En 1995, le bâtiment a obtenu le statut de monument historique et culturel d'importance fédérale. Après la crise financière russe de 1998, le bâtiment abritait la banque First Mutual Credit Society. En 2000, la restauration du bâtiment a commencé.
En 2006, la banque First OVK a fusionné avec Rosbank, après quoi le financement des travaux de restauration a commencé à être réalisé à ses frais. Le 26 juin 2009, à l'occasion de l'achèvement des travaux de restauration, une présentation du bâtiment a eu lieu, en présence du président du conseil d'administration de Rosbank, Vladimir Golubkov.

Le bâtiment était bien équipé d'un point de vue technique. Il possédait sa propre centrale électrique, un système de chauffage à vapeur, une ventilation, des ascenseurs, un approvisionnement en eau, un système d'égouts, un système d'alarme et des communications téléphoniques.

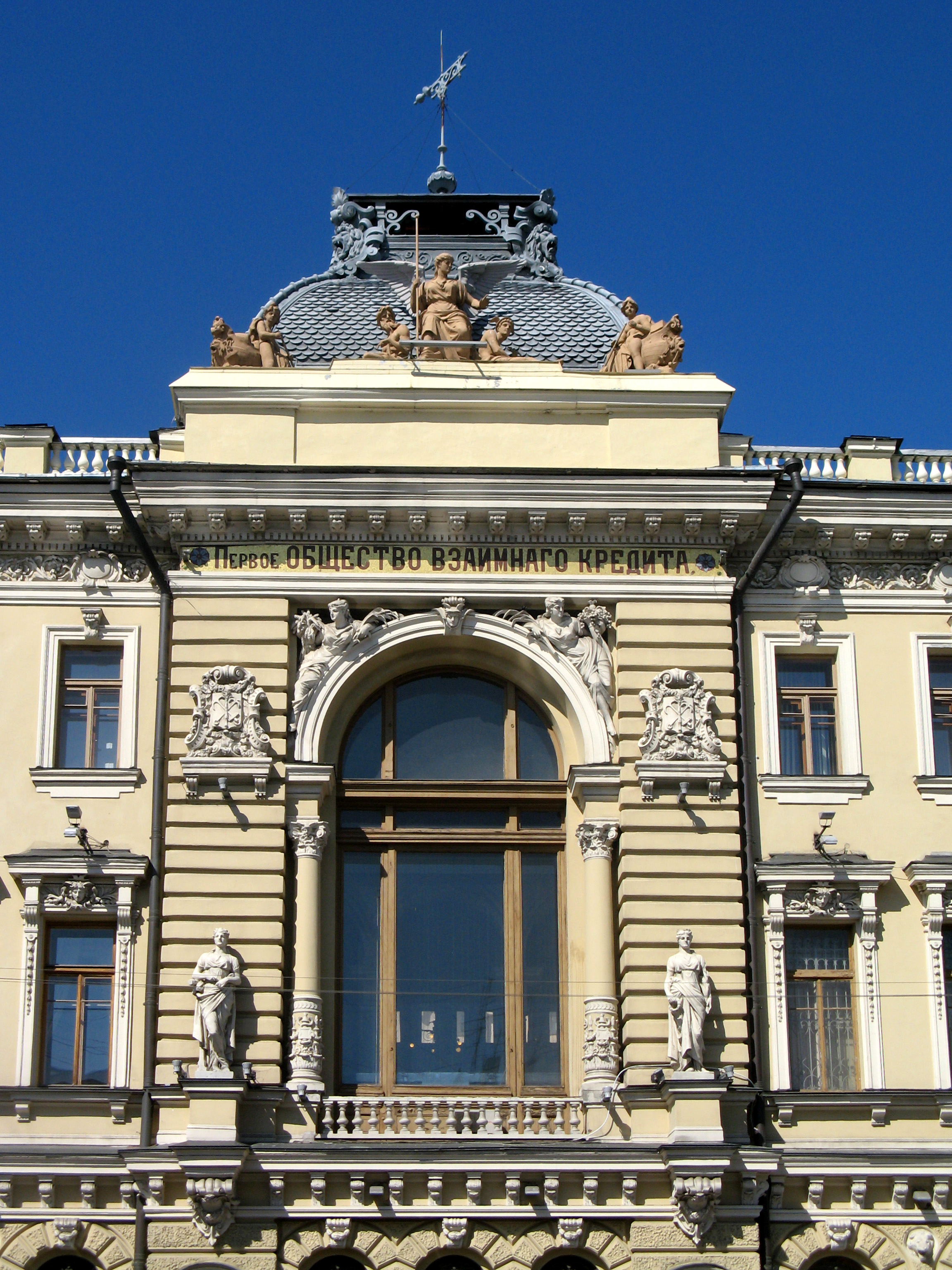
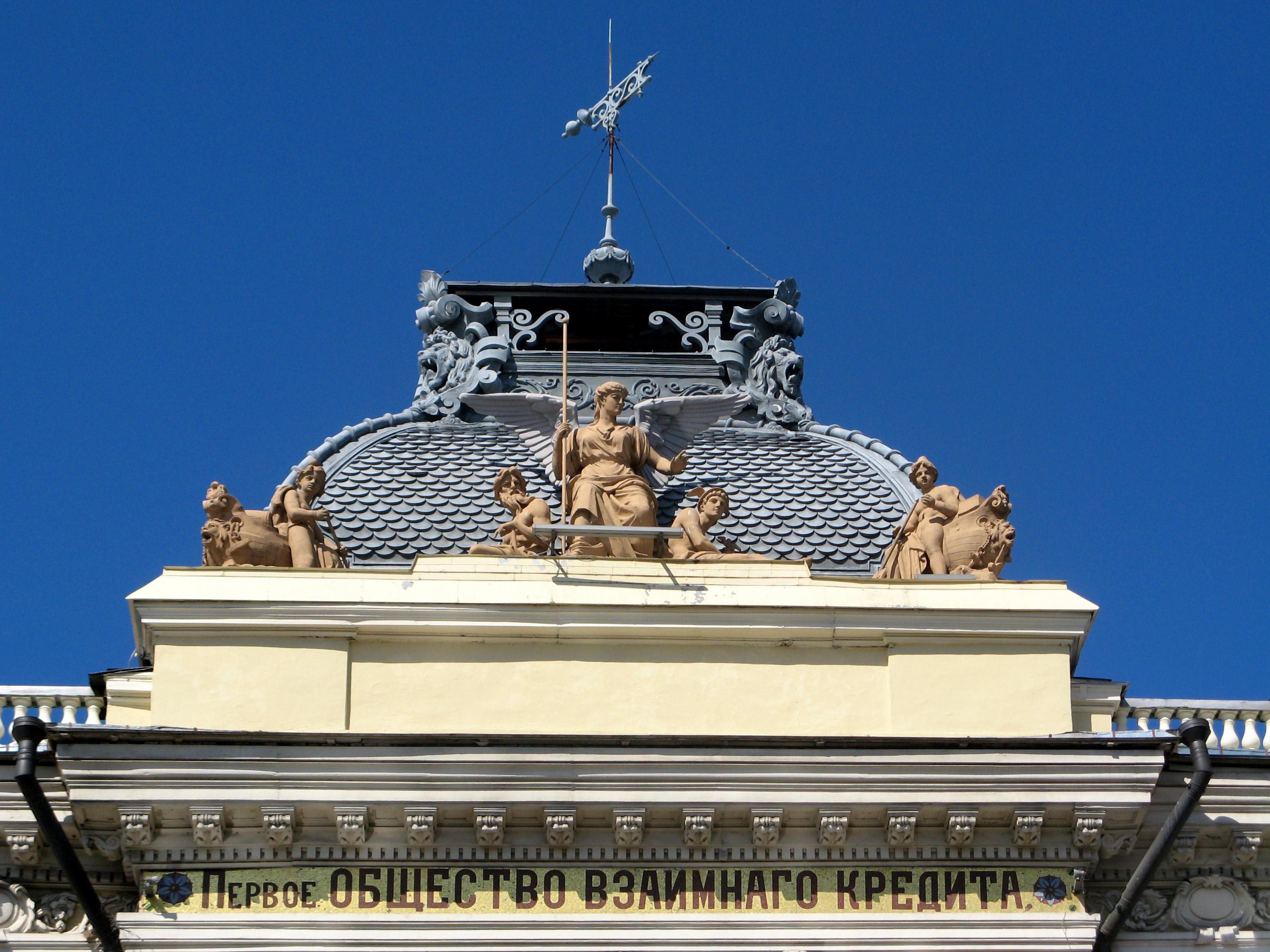
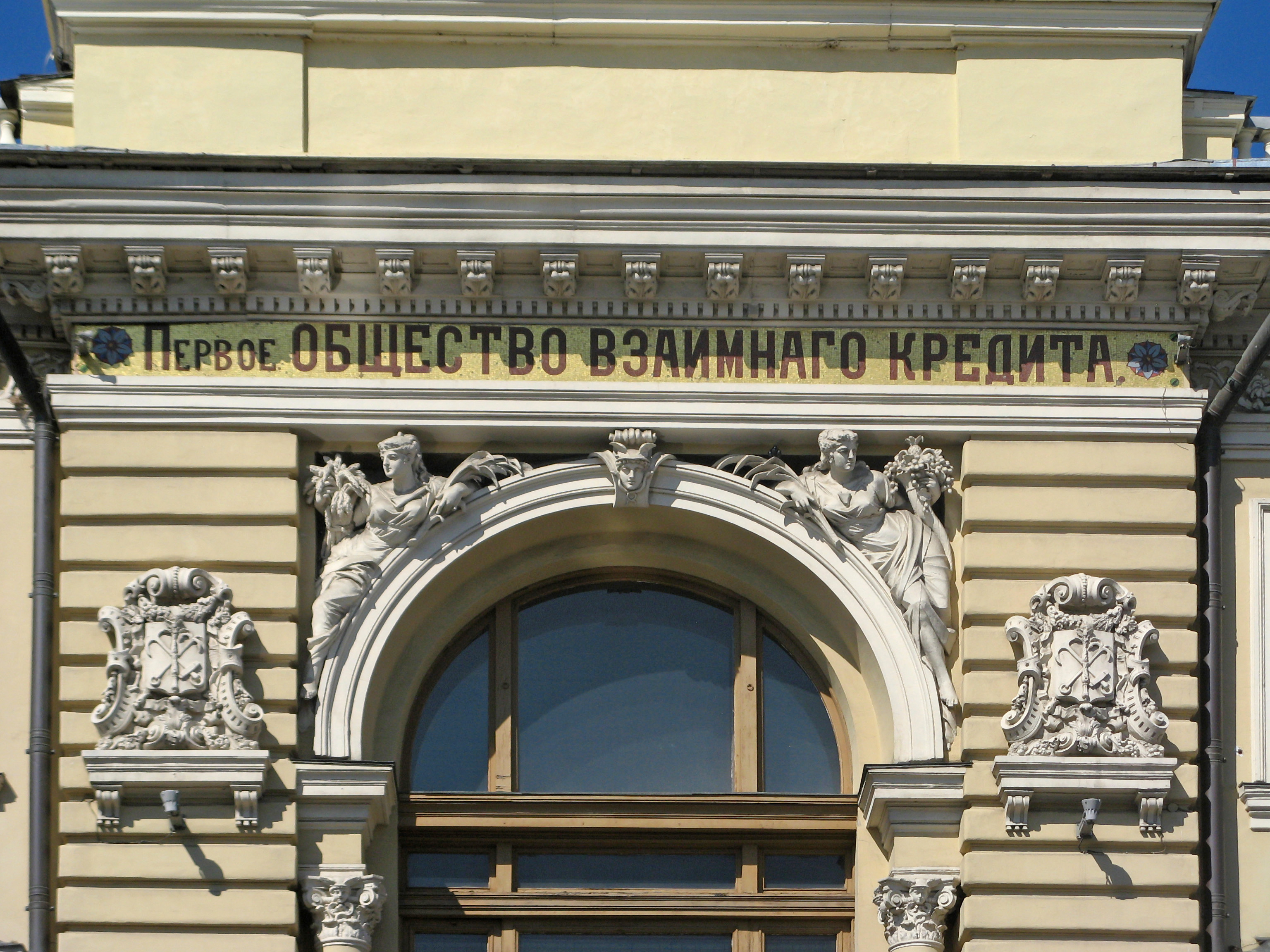
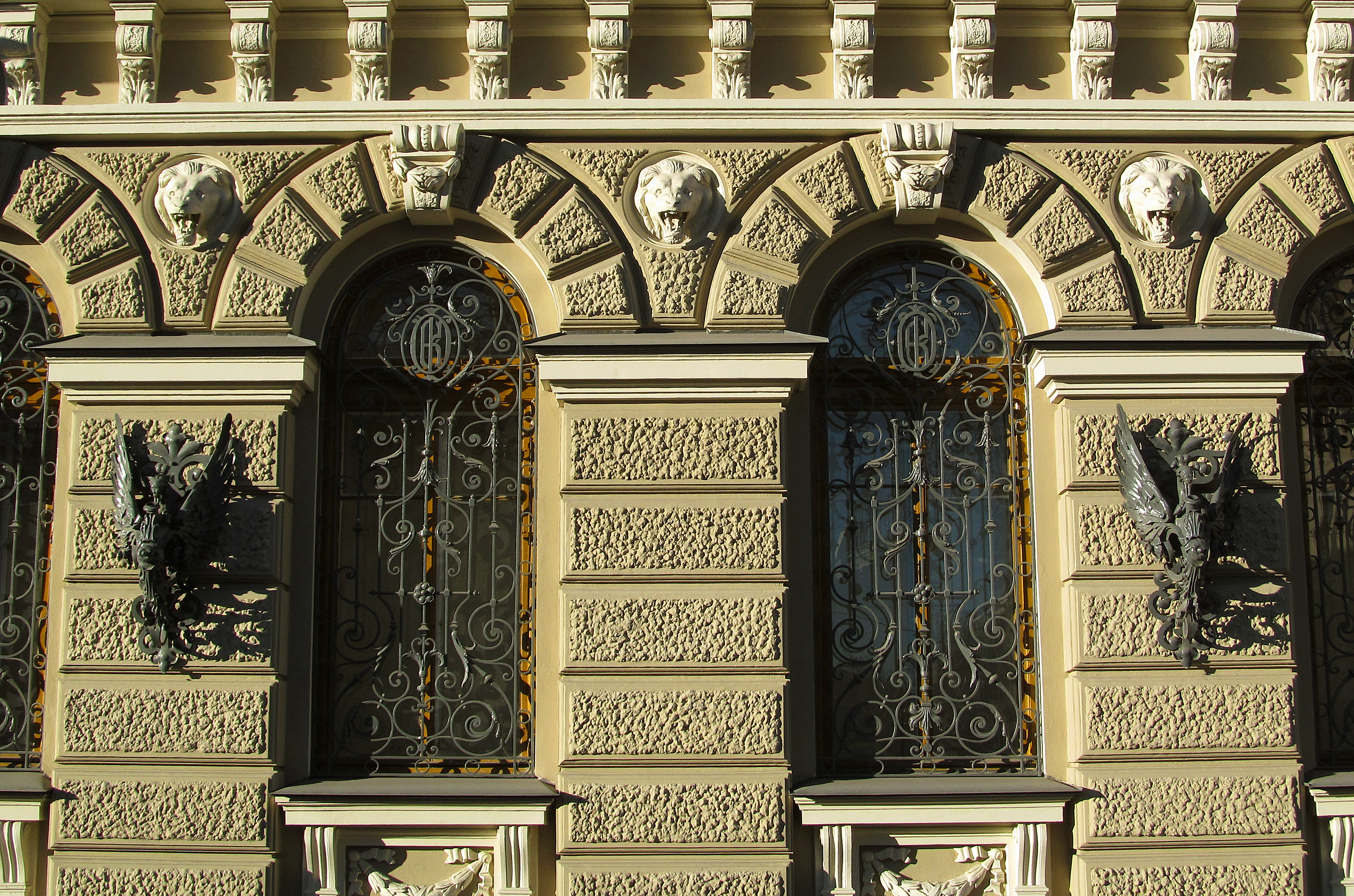

## Liens
- Cadeau du Nouvel An à Saint-Pétersbourg // Rosbank : magazine. - 2008. - № 6.
- Alexandre Viktorovitch, « Construction de la Société mutuelle de crédit (13, quai du canal Griboïedov) » [archive du 8 juillet 2009], Promenades autour de Saint-Pétersbourg (consulté le 28 juin 2009)